# Arduino della Scala

Stemma degli Scaligeri.

Arduino della Scala (XII secolo, ... – ...; fl. XII secolo) è stato un mercante italiano. Essendo il primo componente della famiglia Della Scala di cui si abbia qualche notizia certa, è posto per questo all'origine degli Scaligeri di Verona. Si dichiarava «ex genere Romanorum», cioè appartenente alla stirpe romana.

## Biografia
Arduino era un "possidente di riguardo e mercante di panni" che si dichiara di origine "latina" in un documento del 1180,. Alcuni autori ci dichiarano che "origine latina" è da intendersi come seguace della legge romana (alterando anche il significato della parola origine), mentre altri ci specificano che si dichiarava appartenente a una stirpe romana «ex genere Romanorum» facendo riferimento a un atto di vendita in Montorio datato 4 aprile 1180.
Quindi Arduino apparteneva alla nascente "borghesia" cittadina, era agiato ma privo di titoli nobiliari. Suoi figli furono un Lonardino/Leonardino e un Balduino (console di Verona nel 1147, ma seguace della legge longobarda), il cui figlio o nipote Jacopino della Scala (o Giacomino), mercante di lane, è considerato il capostipite dei successivi signori di Verona.